# 羅斯巴德 (亞利桑那州)
羅斯巴德（英語：Rosebud）是位於美國亞利桑那州阿帕契縣的一個非建制地區。該地的面積和人口皆未知。

## 地理
羅斯巴德的座標為34°00′02″N 109°16′02″W / 34.00056°N 109.26722°W，而該地的平均海拔高度為2496米（即8189英尺）。